# Віктор Цой (книга)
«Віктор Цой» — перша книга про російських рок-музикантів в серії «ЖЗЛ», про лідера групи «Кіно» Віктора Цоя. Автор — Віталій Калгін. Особливо наголошується, що «на відміну від робіт Олександра Житинського, Олексія Рибіна та інших „згадувачів“, книга Калгіна була схвалена близькими Цою людьми — в першу чергу, музикантами групи „КІНО“».

## Історія
Думка випустити «гідну книгу про Цоя» зародилася у автора, за його власним визнанням, вже в 2010 році, незабаром після виходу книги Житинського „Цой форевер“», яка його розчарувала.
Починаючи з 2015 року в різних московських видавництвах виходять біографічні дослідження Віталія Калгіна про Цоя; за інформацією журналу «GQ», «сприяння ентузіасту надали Наталія Разлогова і її чоловік Євген Додолєв».
У січні 2015 року в малій серії «ЖЗЛ» (видавництво «Молода Гвардія») вийшла перша книга — байопік «Віктор Цой». Видання складається з трьох частин, розташованих у порядку хронології: дитинство і юність (1962-1977), період з 1977 по 1987 рік і зоряний фінал Віктора (1987-1990). Оскільки Калгін — юрист за освітою, «він і діє, як слідчий — серйозно і скрупульозно відновлює хронологію подій, використовуючи лише перевірену інформацію».
Офіційна презентація книги пройшла 5 вересня 2015 року в Москві, в ході Московської міжнародної книжкової виставки-ярмарку на ВДНГ.
У вересні 2016 року бібліотека № 117, розташована в районі Некрасівка (м. Москва, 2-я Вольська вулиця, буд. 20), склала список найбільш затребуваних читачами книг: на першій сходинці опинилася книга «Віктор Цой» із серії «Життя чудових людей».

## Рецензії та відгуки
Про книгу «ЖЗЛ» «Віктор Цой»(яку «Музична правда» назвала «першою адекватною біографією Цоя») музичний критик газети «Коммерсантъ» Борис Барабанов писав:
Для покоління сорокарічних слова «Цой» і «ЖЗЛ» на одній книжковій обкладинці — вже достатньо, щоб поповнити бібліотеку книгою Віталія Калгіна. І зовсім неважливо, що Калгін — не музикант, не критик, не учасник подій і взагалі вкрай скромна, якщо не сказати таємнича особа. Інформацію для свого твору Віталій Калгін підібрав найскрупульознішим чином. Ним оброблені в буквальному сенсі сотні джерел, не менше половини з яких — оригінальні інтерв'ю, взяті автором.
Федір Лавров, лідер панк-групи «Бегемот», сказав:
«У книзі дуже багато цікавого... І робота пророблена величезна. А ахінею нехай пишуть ті, кому просто сил не вистачило так ретельно попрацювати».
Володимир Мітін, автор-упорядник книги «Це солодке слово Камчатка», визнає:
«Так як я є шанувальником творчості групи «КІНО» Віктора Цоя вже більше 15 років, збираю різноманітні матеріали, пов'язані з учасниками, здивувати мене подібні видання можуть далеко не часто. Але треба сказати прямо — ця книга мене приємно здивувала».
Сам автор вважає, що в подібного роду дослідженнях «дилетант крутіший від професійних журналістів»; можливо, цим і пояснюється високий темп продажів».
У цій роботі «фраза за фразою вибудовується портрет одного з головних російських рокерів і групи, який став кумиром для кількох поколінь»; «десять відсотків авторського тексту і дев'яносто — непрямої мови».
Книга сподобалася Олексію Венедиктову.
«Независимая газета» відзначила «особливість фанатського підходу» в роботі Калгіна.

## Критика
Деякі рецензенти вважають цю книгу «не доведеною до досконалості» і ставлення у них до неї «неоднозначне»; на сайті Рашида Нугманова фанати відзначали наявність фактичних помилок, а в журналі «Rolling Stone Russia» зазначено: «про посмертну славу Цоя тут майже нічого немає».
У газеті «Смена» висловили побажання: якщо видавництво «задумає перевидати цю працю у великій серії, варто подумати про доповнення тексту або його переробку», а оглядач видання «Російська газета» висловився про роботу Калгіна так: «розпитав всіх, кого зміг, але не спромігся пояснити головне», хоча, наприклад, «Комсомольская правда» називає книгу «цікавою».

## Факти
- Сам герой книги виріс на літературі з бібліотеки «ЖЗЛ»[19][30][31].